# Vicariato apostolico di Jaén in Perù o San Francisco Javier
Il vicariato apostolico di Jaén in Perù o di San Francisco Javier (in latino Vicariatus Apostolicus Giennensis in Peruvia seu Sancti Francisci Xaverii) è una sede della Chiesa cattolica in Perù immediatamente soggetta alla Santa Sede. Nel 2022 contava 500.500 battezzati su 598.000 abitanti. La sede è vacante.

## Territorio
Il vicariato apostolico comprende le province di Jaén e San Ignacio nella regione peruviana di Cajamarca e le province di Bagua e Condorcanqui nella regione di Amazonas.
Sede del vicariato è la città di Jaén, dove si trova la cattedrale di Nostro Signore di Huamantanga.
Il territorio è suddiviso in 20 parrocchie.

## Storia
La prefettura apostolica di San Francisco Javier fu eretta l'11 gennaio 1946 con la bolla In Orbis Catholici di papa Pio XII, ricavandone il territorio dalle diocesi di Cajamarca e di Chachapoyas e dal vicariato apostolico di San Gabriel de la Dolorosa del Marañón (oggi vicariato apostolico di Yurimaguas).
Il 23 gennaio 1953 la prefettura si ampliò incorporando parte della provincia di Jaén, che era appartenuta alla diocesi di Cajamarca.
L'8 giugno 1971 la prefettura apostolica fu elevata a vicariato apostolico con la bolla Cum die undecimo di papa Paolo VI.
Il 22 novembre 1980 ha assunto il nome attuale in forza del decreto Cum Excellentissimus della Congregazione per l'evangelizzazione dei popoli.

## Cronotassi dei vescovi
Si omettono i periodi di sede vacante non superiori ai 2 anni o non storicamente accertati.
- Ignacio García Martín, S.I. † (11 luglio 1946 - 1958 dimesso)
- José Oleaga Gueréquiz, S.I. † (23 ottobre 1959 - 1961 deceduto)
- Juan Albacete Sáiz, S.I. † (7 novembre 1961 - 4 dicembre 1962 deceduto)
- Antonio de Hornedo Correa, S.I. † (6 agosto 1963 - 9 luglio 1977 nominato vescovo di Chachapoyas)
- Augusto Vargas Alzamora, S.I. † (8 giugno 1978 - 23 agosto 1985 dimesso)
- José María Izuzquiza Herranz, S.I. † (30 marzo 1987 - 21 novembre 2001 ritirato)
- Pedro Ricardo Barreto Jimeno, S.I. (21 novembre 2001 - 17 luglio 2004 nominato arcivescovo di Huancayo)
- Santiago María García de la Rasilla Domínguez, S.I. † (11 novembre 2005 - 11 giugno 2014 ritirato)
- Gilberto Alfredo Vizcarra Mori, S.I. (11 giugno 2014 - 11 febbraio 2025 nominato arcivescovo di Trujillo)
  - Gilberto Alfredo Vizcarra Mori, S.I., dal 22 febbraio 2025 (amministratore apostolico)

## Statistiche
Il vicariato apostolico nel 2022 su una popolazione di 598.000 persone contava 500.500 battezzati, corrispondenti all'83,7% del totale.
| anno | popolazione | popolazione | popolazione | presbiteri | presbiteri | presbiteri | presbiteri                | diaconi | religiosi | religiosi | parrocchie |
| anno | battezzati  | totale      | %           | numero     | secolari   | regolari   | battezzati per presbitero | diaconi | uomini    | donne     | parrocchie |
| ---- | ----------- | ----------- | ----------- | ---------- | ---------- | ---------- | ------------------------- | ------- | --------- | --------- | ---------- |
| 1949 | 15.948      | 25.000      | 63,8        | 5          |            | 5          | 3.189                     |         | 8         |           |            |
| 1965 | 90.000      | 100.000     | 90,0        | 16         | 1          | 15         | 5.625                     |         | 23        | 33        | 7          |
| 1968 | 90.000      | 105.000     | 85,7        | 20         |            | 20         | 4.500                     |         | 30        | 54        | 7          |
| 1976 | 182.000     | 192.000     | 94,8        | 27         | 2          | 25         | 6.740                     |         | 34        | 95        | 2          |
| 1980 | 206.000     | 217.000     | 94,9        | 27         | 7          | 20         | 7.629                     |         | 27        | 92        |            |
| 1990 | 443.000     | 482.000     | 91,9        | 32         | 11         | 21         | 13.843                    |         | 30        | 93        | 24         |
| 1999 | 351.000     | 369.000     | 95,1        | 28         | 15         | 13         | 12.535                    | 1       | 22        | 109       | 26         |
| 2000 | 345.723     | 363.023     | 95,2        | 31         | 18         | 13         | 11.152                    | 1       | 22        | 117       | 26         |
| 2001 | 345.723     | 363.023     | 95,2        | 32         | 19         | 13         | 10.803                    | 1       | 21        | 124       | 26         |
| 2002 | 373.800     | 415.302     | 90,0        | 29         | 16         | 13         | 12.889                    | 1       | 21        | 132       | 26         |
| 2003 | 380.250     | 452.603     | 84,0        | 28         | 15         | 13         | 13.580                    | 1       | 21        | 124       | 28         |
| 2004 | 373.800     | 480.257     | 77,8        | 27         | 13         | 14         | 13.844                    | 1       | 22        | 128       | 29         |
| 2010 | 403.900     | 519.201     | 77,8        | 36         | 18         | 18         | 11.219                    | 1       | 26        | 116       | 24         |
| 2014 | 455.000     | 543.500     | 83,7        | 32         | 17         | 15         | 14.218                    | 1       | 21        | 96        | 28         |
| 2017 | 469.980     | 561.950     | 83,6        | 31         | 16         | 15         | 15.160                    | 1       | 19        | 79        | 18         |
| 2020 | 488.640     | 584.350     | 83,6        | 35         | 22         | 13         | 13.961                    |         | 19        | 62        | 20         |
| 2022 | 500.500     | 598.000     | 83,7        | 37         | 24         | 13         | 13.527                    |         | 19        | 62        | 20         |